# 春国岱

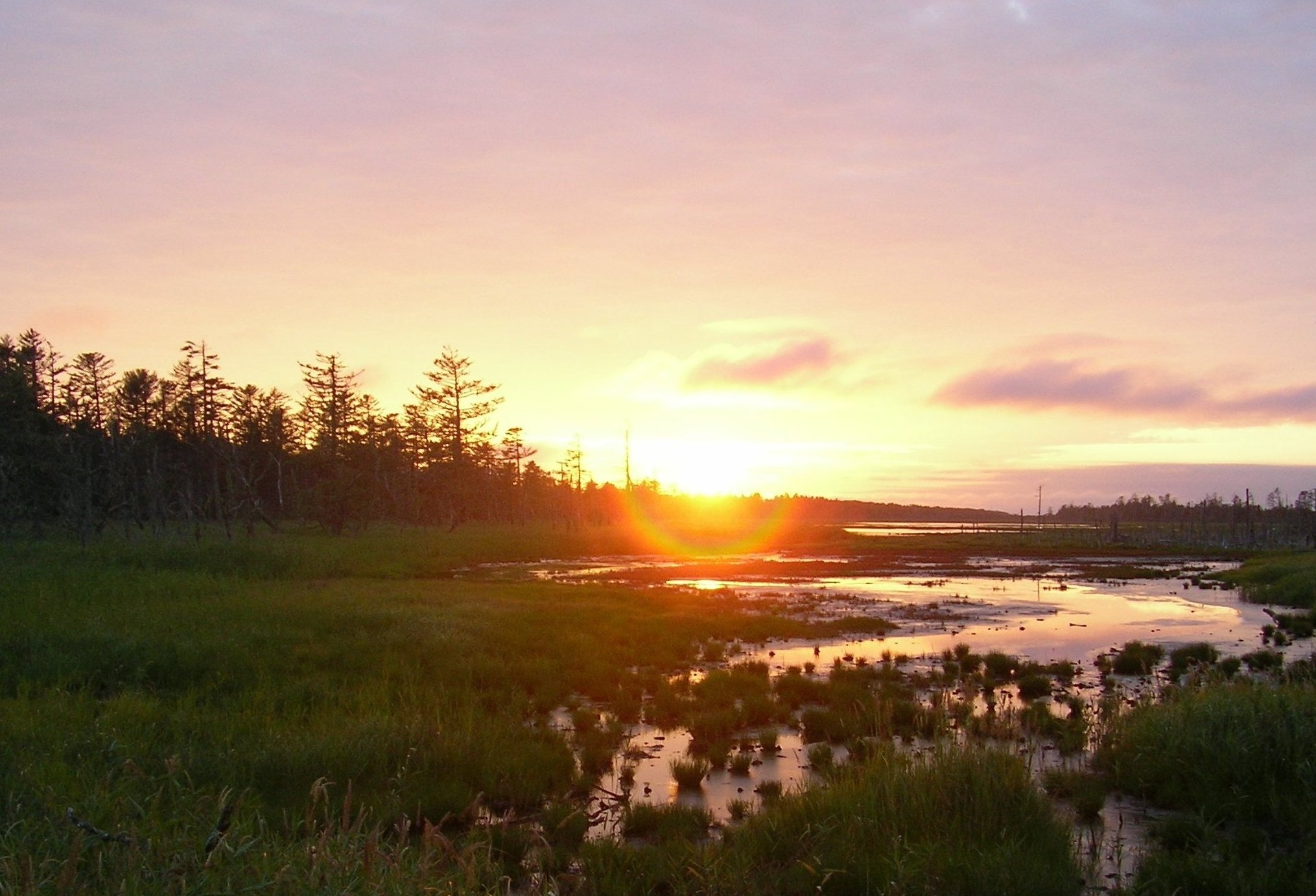
春国岱の落日。左手はアカエゾマツ林

春国岱（しゅんくにたい）は、北海道根室市春国岱にある風蓮湖と根室湾を分ける砂州で形成された面積約600haの湿地及び原生林である。
有史以来ほとんど人の手が入っておらず、高い原始性を保持しており、多様な植生、野生動物を見ることが出来る自然景勝地である。

## 概要

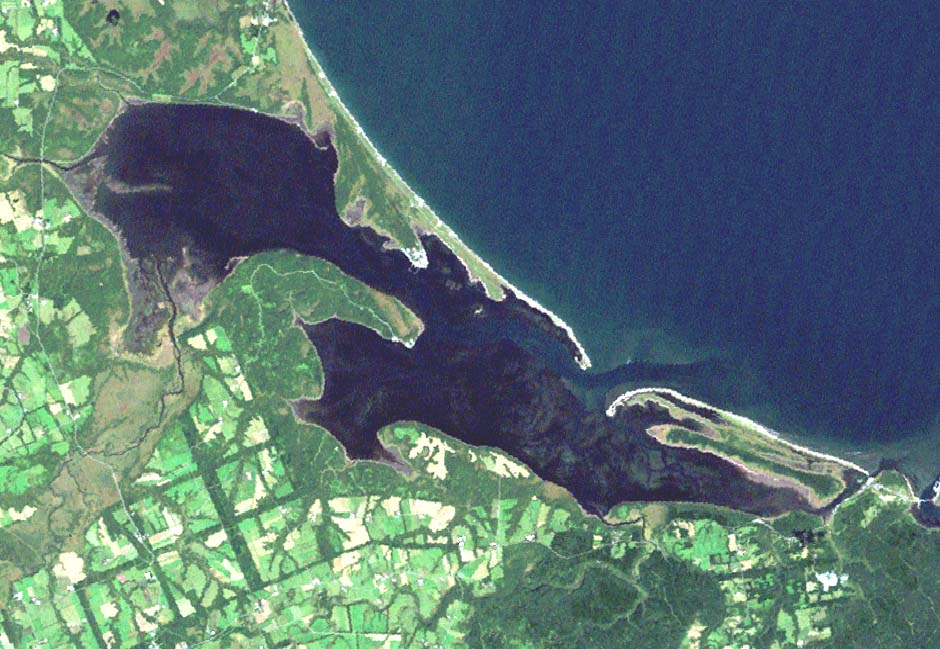
ランドサットによる風蓮湖と春国岱の画像。
画像右下の風蓮湖を塞ぐ様な形状の砂州が春国岱である。

根室半島の北側の付け根にあたる海跡湖である風蓮湖の南側から延びる砂州で、オホーツク海の海流により運ばれた砂が堆積して出来たものである。約3,000年から1,500年前の期間に形成されたものと考えられており、長さ8キロ、最大幅約1.3キロの3列に並んだ砂丘で構成されている。砂丘とは言っても標高はわずか3メートル未満で、3列で構成された砂丘と砂丘の間に湿地があり、砂丘の微高地には針葉樹を主体とする森林が形成されている。このように春国岱は海岸側から、砂浜、草原、森林、塩性湿原、干潟とグラデーション状の地形になっていることから、多種多様な生態系を備えており、特に砂丘（微高地）上のアカエゾマツの森林は海岸近くの標高の低い場所に形成された世界的に珍しいものである。
春国岱のある一帯は日本で最も温量指数が低い地域で、海流の影響で海霧が発生しやすく夏季でも気温が上がらず、亜寒帯湿潤気候の北海道の中でも独自の景観となっている。
2005年11月8日に、風蓮湖とともに、ラムサール条約登録湿地に登録された（風蓮湖と併せた範囲は6,139ha）。

### 名称の由来
アイヌ語の「スンクニタイ（sunku-nitai）」（エゾマツ・林）に由来する。実際に対岸の国道44号にある道の駅スワン44ねむろ付近から春国岱を眺めると、水面に浮かぶ森のように見え、砂丘のイメージとは異なり豊かな原生林が広がっている。

## 生態系

春国岱の空中写真。画像右上方がオホーツク海、左下方が風蓮湖。湿地、ラグーン、草原、森林、で構成されている。
2021年6月9日撮影の9枚を合成作成。

春国岱南東側の国道44号沿いには根室市春国岱原生野鳥公園ネイチャーセンターが1995年にオープンし、日本野鳥の会のレンジャーが常駐する他、春国岱の自然を観察するために、木道などを整備した5つの自然観察路（トレイル）が設けられた。

### 植生
干潟から森林まである春国岱の植生は多様で、湿原では主にコケモモ、イソツツジ、ワタスゲで占められており、夏季にはアヤメ科のノハナショウブが開花し、砂丘の海岸沿いにはエゾフウロ、ノコギリソウなどが咲き競い、特にハマナスは長さ3キロメートルにわたる大規模な群生地となっている。
微高地に広がる森林はネイチャーセンターと海岸線に近い所ではミズナラ、ダケカンバ、ハンノキなどの落葉広葉樹林であるが、春国岱の南側ではアカエゾマツとトドマツの深い針葉樹林の森となっており、地表を厚い苔で覆われた原生林は春国岱を代表する景観となっている。

### 野生動物
周囲を海と湖に囲まれた春国岱であるが、野生動物も数多く生息しており、エゾシカ、キタキツネなど北海道を代表する動物が多数生息している。また、エゾリス、エゾモモンガなどの小動物も自然散策路から観察することも出来る。

### 野鳥
春国岱は野鳥の宝庫であり、これまでに確認された鳥類は280種にも及び、通常は高山帯に生息するルリビタキと、カモメなどの海鳥が同居する多様な生態系を持っており、ヘラシギ、オジロワシ、オオワシ、クマゲラ、シマフクロウなどの希少種が生息している。また特別天然記念物であるタンチョウの営巣地でもあり、年間を通じて多くのバードウォッチャーが訪れている。

### その他
春国岱の干潟は天然のアサリ、ホッキ貝の潮干狩りが楽しめる事でも知られている。